# Gheorghițeni, Suceava
Gheorghițeni (germană Georgiceni) este un sat în comuna Dorna-Arini din județul Suceava, Bucovina, România. Din comuna Dorna Arini doar satul Gheorghițeni și 25% din satul Dorna Arini (malul stâng al râului Bistrița) fac parte din Bucovina, restul comunei fiind parte a Moldovei. Partea comunei Dorna-Arini care face parte din Bucovina se numea Dorna pe Giumalău (în germană Dorna pe Dzumaleu).

## Personalități
- Teodosie Petrescu (n. 1955), arhiepiscop ortodox